# Томас Кут

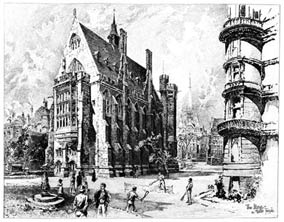
Бібліотека юридичної школи «Мідл Темпл».

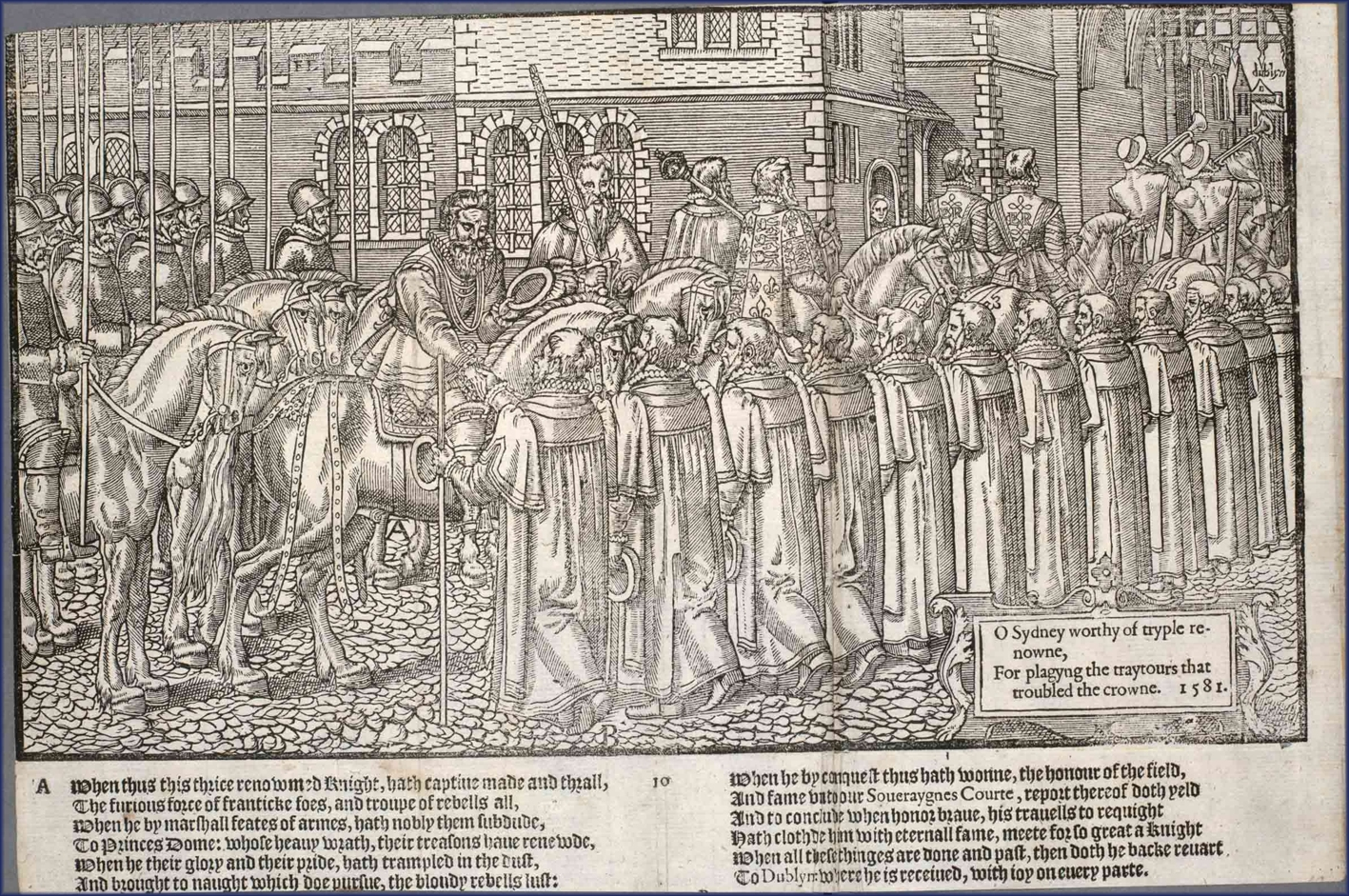
Олдермени та лорд-майор Дублінської корпорації.

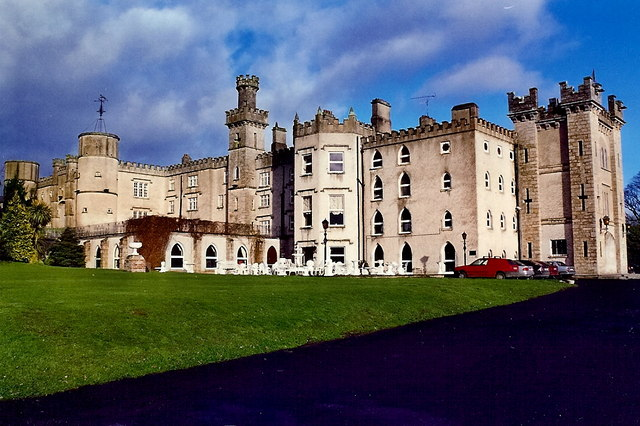
Замок Кабра.

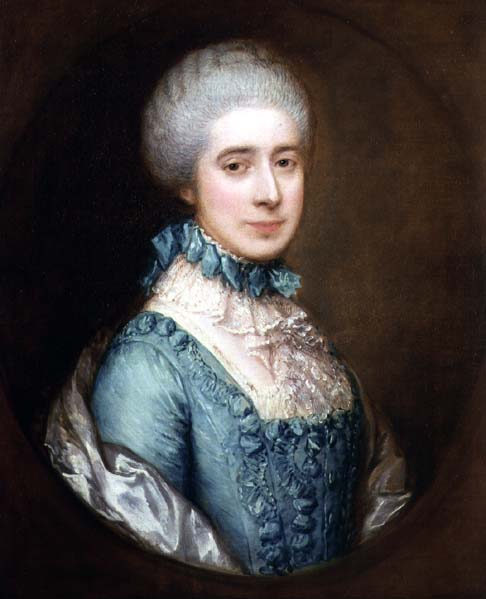
Френсіс Енн Кру (1748 - 1818) - відома політична діячка, нащадок Томаса Кута.

Томас Кут (бл. 1655 — 24 квітня 1741) — відомий ірландський юрист, політик і суддя, депутат  Палати громад парламенту Ірландії, обіймав посаду судового реєстратора Дубліна та судді Королівського суду Ірландії. Хоча його загалом любили й поважали як суддю та юриста, у 1714 році він був усунутий із судової лави і відновив свою політичну кар’єру. Він був дідусем графа Белломонт (третє створення титулу) і відомим бібліофілом.

## Життєпис

### Ранні роки
Томас Кут був третім сином Річарда Кута, І барона Кут з Колвні та його дружини Мері Сент-Джордж, доньки сера Джорджа Сент-Джорджа. Річард Кут, І граф Белломонт (друге створення титулу), суперечливий губернатор колоній Нью-Йорк та Массачусетс, був його старшим братом. Річард Кут народився в 1636 році, але Томас Кут, що пережив його на сорок років, мав бути набагато молодшим за свого брата. Він був спадкоємцем свого дядька, також на ім’я Томас Кут, з Кутхілл, графство Каван, Ірландія. Томас Кут був «вихований для служби закону»: він вступив до юридичної школи «Міддл Темпл» у 1683 році, повернувся до Ірландії у 1684 році, щоб працювати в ірландській адвокатурі, і того ж року почав працювати в Королівському Суді. 

### Кар’єра судді
Як і його брат Річард, Томас Кут був рішучим прихильником так званої «Славетної революції». Після того, як у 1689 році король Яків II, якого було скинуто під час революції, висадився в Ірландії, Патріотичний парламент Ірландії оголосив Томаса Кута ворогом, а його майно було конфісковано. Він переїхав до Англії і, очевидно, думав оселитися там назавжди,  але в 1690 році, після краху справи короля Якова ІІ в битві біля річки Бойн, він повернувся до Ірландії. Пізніше того ж року він став юридичним реєстратором Дубліна, а в 1692 році був обраний депутатом парламенту Ірландії від Дубліна. У 1693 році він отримав посаду судді в лаві Королівського Суду. У 1697 році він був призначений уповноваженим комісаром Великої Державної Печатки Ірландії. 

### Справа Герлі
У 1701 році Томас Кут головував у суді під час знаменитій справі Герлі. Патріка Герлі, студента права з юридичної школи «Грейс Інн», було звинувачено в змові, лжесвідченнях, у шахрайстві – звинуватили в тому, що він шахрайським шляхом звернувся до корони з проханням виплатити 1000 фунтів стерлінгів як компенсацію за зловмисну шкоду щодо грошей, які нібито вкрали в нього розбійники. Справа викликала певний суспільний інтерес, який тепер непросто пояснити, оскільки обвинувачений, наскільки відомо, не був ані багатим, ані соціально відомим. Корона розглядала судовий процес як серйозний, знову ж таки з незрозумілих причин. Вердикт був «винен» після того, як присяжні заслухали переконливі докази того, що Герлі сам вкрав свої гроші. Томас Кут, що було незвично для кримінальних справ того часу, засідав як один суддя, а не як один із двох чи трьох суддів. Тоді правило полягало в тому, що жоден судовий процес не міг тривати на другий день, і, таким чином, тягар, який лягав на одного суддю, мав бути дуже великим, оскільки зрозуміло, що суд засідав з самого ранку, а присяжні не виходили на відпочинок до того часу як «день згасав». За словами Болла, протоколи судового засідання свідчать про те, що Томас Кут показав себе активним і сумлінним суддею, енергійно допитуючи всіх свідків, хоча Комін заявляє, що його підсумки були досить короткими. Вирок — штраф у розмірі 100 фунтів стерлінгів або тюремне ув’язнення за несплату — на той час був відносно м’яким.

### Суперечки
У 1705 році Томас Кут викликав викликав в ірландському суспільстві суперечки, висунувши перед великим журі звинувачення проти «підбурювальних книг», що, на думку його політичних опонентів, було нападом на партію торі. У 1711 році, мабуть, побоюючись, що його ось-ось усунуть із судової лави, він поїхав до Лондона, щоб отримати від Джонатана Свіфта відгук про свій характер і свої політичні погляди. Він залишався на своїй посаді ще три роки та був втягнутий у запеклу ворожнечу між Короною та Дублінською корпорацією в 1713 – 1714 роках, у якій разом із деякими своїми колегами він підписав низку звітів, які розглядалися як упереджені. Коли через багато років його допитували про ці звіти в Палаті громад парламенту, він захищався тим, що «всі люди роблять помилки».

### Завершення кар’єри
Після смерті королеви Англії, Шотландії та Ірландії Анни І Стюарт її ірландські судді були усунені з посади через їхні політичні симпатії, а деяким загрожували імпічментом. Для більшості з них, включаючи Томаса Кута, ганьба була тимчасовою: його лояльність до нової династії не ставилася під сумніви, і він був надзвичайно популярним: автор Джон Дантон назвав його «людиною, яку любили всі». Він знову став депутатом Палати громад парламенту Ірландії як лицар графства Монаган в 1723 році, втратив своє місце в 1727 році, але знову був обраний його в 1733 році. Він помер у Кутгіллі в 1741 році у віці близько 86 років.

## Нащадки
Перший раз Томас Кут одружився з Френсіс Коплі, донькою полковника Крістофера Коплі з Водворта та його дружини Мері Джонс, дочки Роджера Джонса, І віконта Ранелаг, і мав сина Чідлі, який помер неодруженим раніше свого батька. 
Вдруге він одружився зі своєю далекою двоюрідною сестрою Елеонор Сент-Джордж, дочкою сера Томаса Сент-Джорджа, лицаря ордену підв’язки, що був родом з Вудфорда, Ессекс, Англія, і його першої дружини Клари Пімлоу. У шлюбі був син Томас, що помер молодим, і дочка Мері. 
Втретє Томас Кут одружився з Енн Ловетт, донькою Крістофера Ловетта, олдермена Дубліна, та вдови Вільяма Тайга з Ратленда, графство Карлоу, і мав з нею дев’ятьох дітей, з яких щонайменше п’ятеро — Чарльз, Френсіс, Єлизавета, Кетрін і Енн — пережили дитинство. Чарльз був батьком Чарльза Кута, І графа Белломонт. Через свою доньку Кетрін (бл. 1690 – 1731) Томас Кут був предком поетеси Френсіс Гревіль і відомої політичної діячки Френсіс Енн Кру. Його дочка Елізабет стала дружиною Мервіна Пратта, депутата парламенту від замку Кабра, верховного шерифа графства Каван, і мала дітей. Родина Пратт володіла замком Кабра до 1950 року.

## Характер
Томас Кут був популярною та шанованою особистістю, був відомий своєю релігійною побожністю, милосердям і любов’ю до книг. Як політик він був глибоко зацікавлений у заохоченні торгівлі полотном і написав трактат про вирощування льону та коноплі.